# Dagens Nyheter

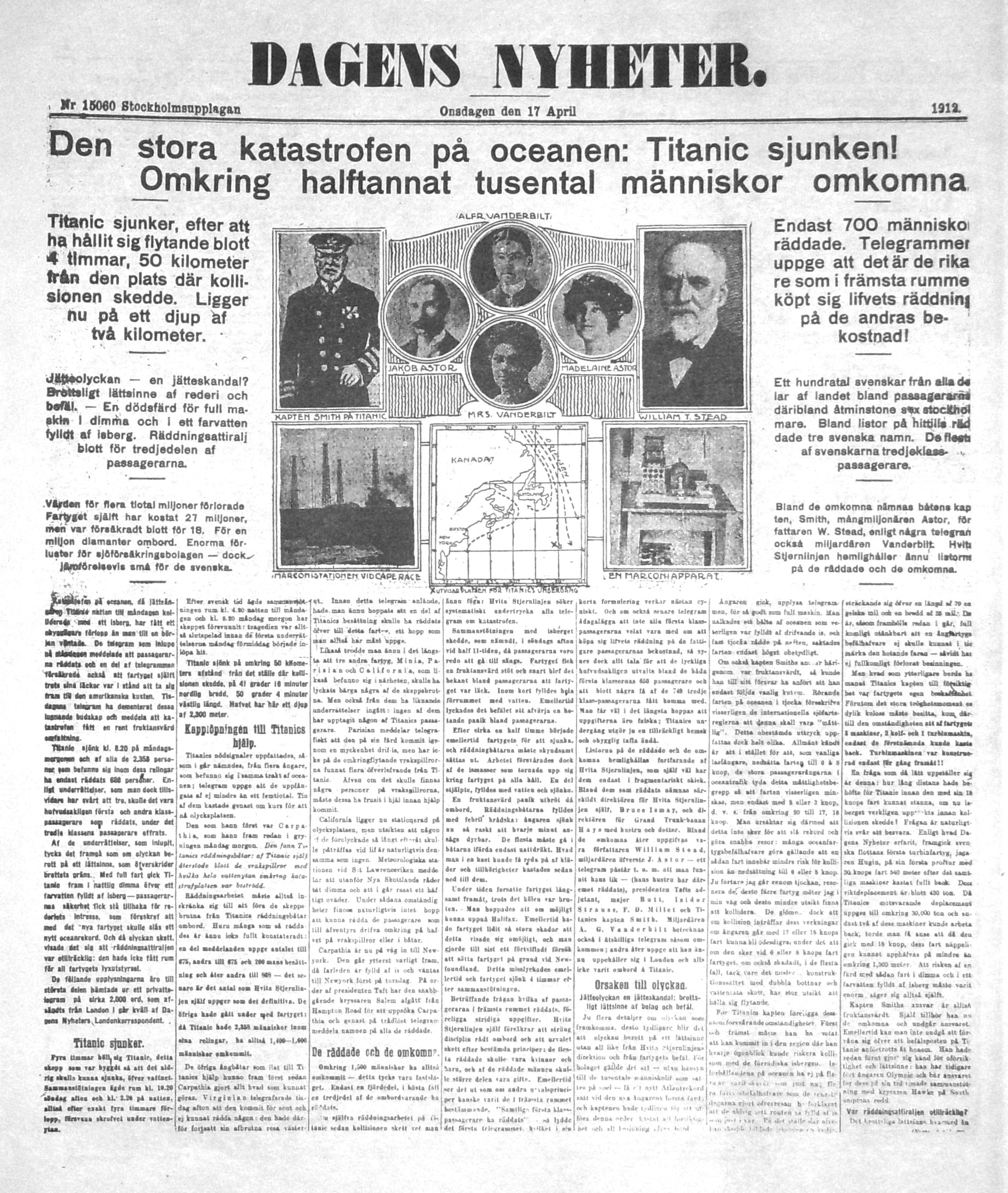
Dagens Nyheter vom 17. April 1912 mit der Titelgeschichte vom Untergang der Titanic

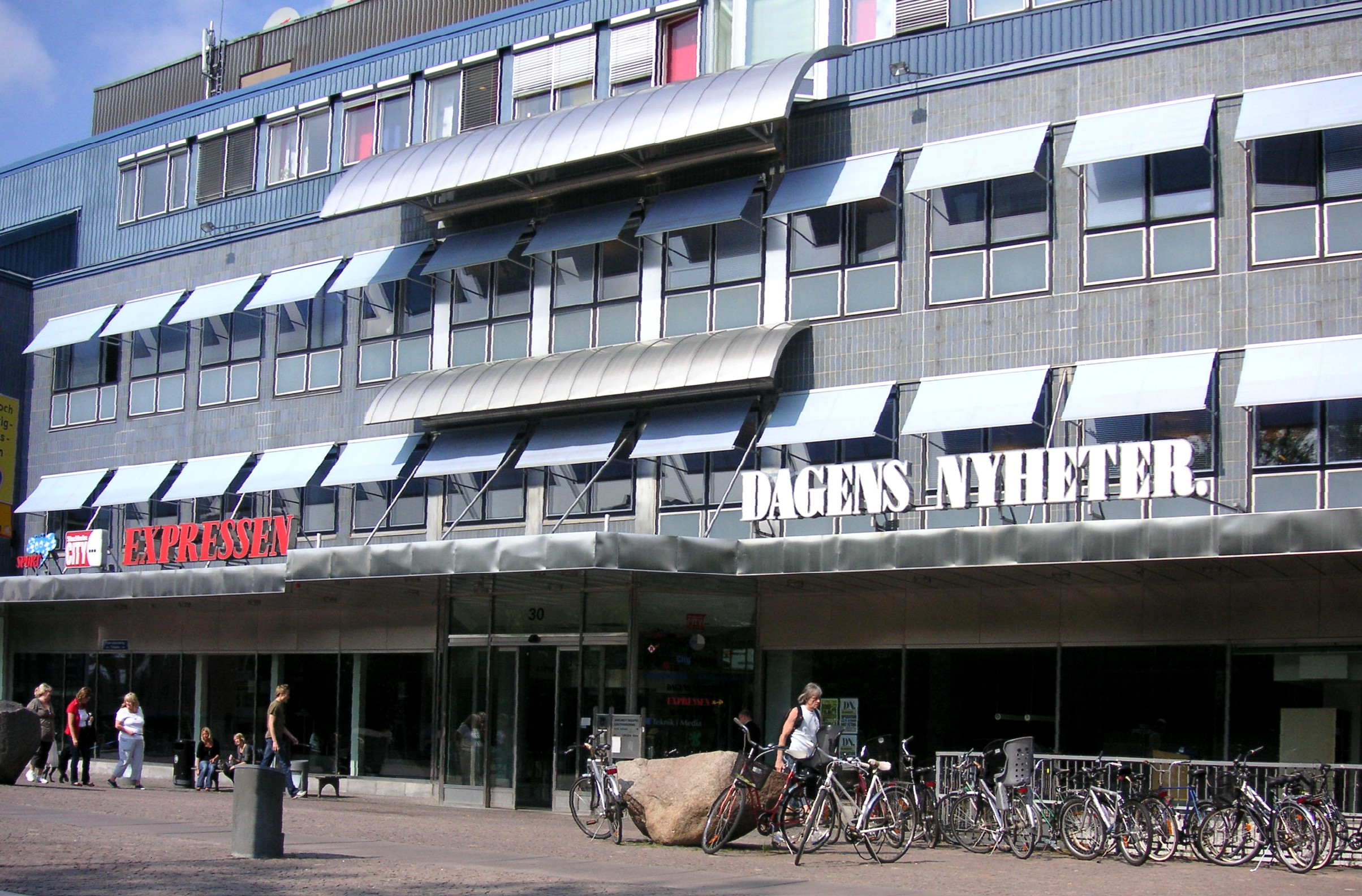
Haupteingang zum Verlagshaus in Stockholm, 2007

Dagens Nyheterⓘ (DN, schwedisch für Nachrichten des Tages) ist eine überregionale schwedische Tageszeitung und wird seit 1864 in Stockholm herausgegeben. Die Zeitung ist aktuell die auflagenstärkste Morgenzeitung Schwedens. Im Jahre 2009 hatte die Zeitung eine Auflage von 316.000 Exemplaren täglich, womit sie durchschnittlich 881.000 Personen erreichte. Die politische Einstellung des Blattes gilt als liberal. Dagens Nyheter ist Eigentum der Medienfamilie Bonnier, welche etwa die Hälfte der schwedischen Medienwelt beherrscht.

## Geschichte
Dagens Nyheter wurde 1864 von Rudolf Wall mit der Unterstützung des Verlegers Albert Bonnier gegründet und erschien das erste Mal am 23. Dezember desselben Jahres. 1874 wurde die Zeitung in eine Aktiebolag umgewandelt. Als erstes Familienmitglied wurde Albert Bonnier Anteilseigner bei Dagens Nyheter, im Jahre 1909 erwarb dessen Sohn Karl Otto Bonnier schließlich die Mehrheit des Unternehmens.
Lange Zeit war der Sitz der Zeitung der 84 Meter hohe sogenannte DN-skrapan (deutsch etwa „DN-Wolkenkratzer“), entworfen vom Architekten Paul Hedqvist, den die Zeitung 1964 bezog. 1996 verlegte man die Redaktion in den heutigen Sitz in der Gjörwellsgatan, zusammen mit der Boulevardzeitung Expressen.

## Chefredakteure und verantwortliche Herausgeber
- Rudolf Wall, 1864–1889
- Fredrik Vult von Steijern, 1889–1898
- Otto von Zweigbergk, 1898–1921
- Sten Dehlgren, 1922–1946
- Herbert Tingsten, 1946–1959
- Sten Hedman, 1960–1962
- Olof Lagercrantz, 1960–1975
- Sven-Erik Larsson, 1960–1978
- Hans-Ingvar Johnsson, 1974–1981
- Per Wästberg, 1976–1982
- Bengt Dennis, 1981–1982
- Christina Jutterström, 1982–1995
- Arne Ruth, 1982–1998
- Anders Mellbourn, 1995–1997
- Joachim Berner, 1998–2001
- Anders Johnson, 2000–2001
- Hans Bergström, 2001–2003
- Jan Wifstrand, 2003–2006
- Thorbjörn Larsson, 2006–2009
- Gunilla Herlitz, 2009–2013
- Peter Wolodarski, seit 2013